# كرايغ أ. إيفانز
كرايغ أ. إيفانز (بالإنجليزية: Craig A. Evans)‏ هو محرر أمريكي، ولد في 21 يناير 1952.